# 금고 (법률)
| |
| 형법 刑法 |
| 형법학 · 범죄 · 형벌 죄형법정주의 |
| 범죄론 |
| 구성요건 · 실행행위 · 부작위범 간접정범 · 미수범 · 기수범 · 중지범 불능범 · 상당인과관계 고의 · 고의범 · 착오 과실 · 과실범 공범 · 정범 · 공동정범 공모공동정범 · 교사범 · 방조범 |
| 항변 |
| 위법성조각사유 · 위법성 · 책임 · 책임주의 책임능력 · 심신상실 · 심신미약 · 정당행위 · 정당방위 · 긴급피난 · 오상방위 · 과잉방위 · 강요된 행위                                     |
| 죄수 |
| 상상적 경합 · 연속범 · 병합죄 |
| 형벌론 |
| 사형 · 징역 · 금고 벌금 · 구류 · 과료 · 몰수 법정형 · 처단형 · 선고형 자수 · 작량감경 · 집행유예                                                                                  |
| 대인범죄 |
| 폭행죄 · 상해치사죄 · 절도죄 |
| 성범죄 · 성매매알선 · 강간죄 |
| 유괴 · 과실치사상죄 · 살인죄 |
| 대물범죄 |
| 손괴죄 · 방화죄 |
| 절도죄 · 강도죄 · 사기죄 |
| 사법절차 방해죄 |
| 공무집행방해죄 · 뇌물죄 |
| 위증죄 · 배임죄 |
| 미완의 범죄 |
| 시도 · 모의 · 공모 |
| 형법적 항변 |
| 자동증, 음주 & 착오 |
| 정신 이상 · 한정책임능력 |
| 강박 · 필요 |
| 도발 · 정당방위 |
| 다른 7법 영역 |
| 헌법 · 민법 · 형법 |
| 민사소송법 · 형사소송법 · 행정법 |
| 포털: 법 · 법철학 · 형사정책 |
| v • d • e • h |

금고형(禁錮刑, 영어: imprisonment)은 형벌 중 하나로,  교도소에 수감하는 점에서 징역형이나 노역장의 유치하고 비슷하지만, 징역형이나 노역장유치가 교도소에 복무하면서 노동하는 반면, 금고형은 노동을 하지 않는 점이 다르다.

## 대한민국
대한민국 형법에서는 징역형과 마찬가지로 무기금고형과 유기금고형으로 구분되며, 유기금고는 징역과 마찬가지로 30년 형이 최대이며 가중할 때는 50년까지 가중할 수 있다. 반대로 감형할 때에는 처벌 기간의 2배까지 감경할 수 있다. 하지만 금고형을 받고 있는 사람도 지원할 경우에 노동할 수 있다.
이 형벌은 비파렴치범(양심수, 정치범), 과실범에게 주로 선고되고 있다.

## 개정방향
국회에서는 금고형이 노동을 천시하는 전근대적 제도라는 점에서 법률 개정시 금고형을 삭제하는 방향으로 나아가고 있다.

## 같이 보기
- 구류
- 형벌
- 과료
- 징역